# Dioxyna chilensis
Dioxyna chilensis är en tvåvingeart som först beskrevs av Macquart 1843.  Dioxyna chilensis ingår i släktet Dioxyna och familjen borrflugor. Inga underarter finns listade i Catalogue of Life.